# Пустельний слон

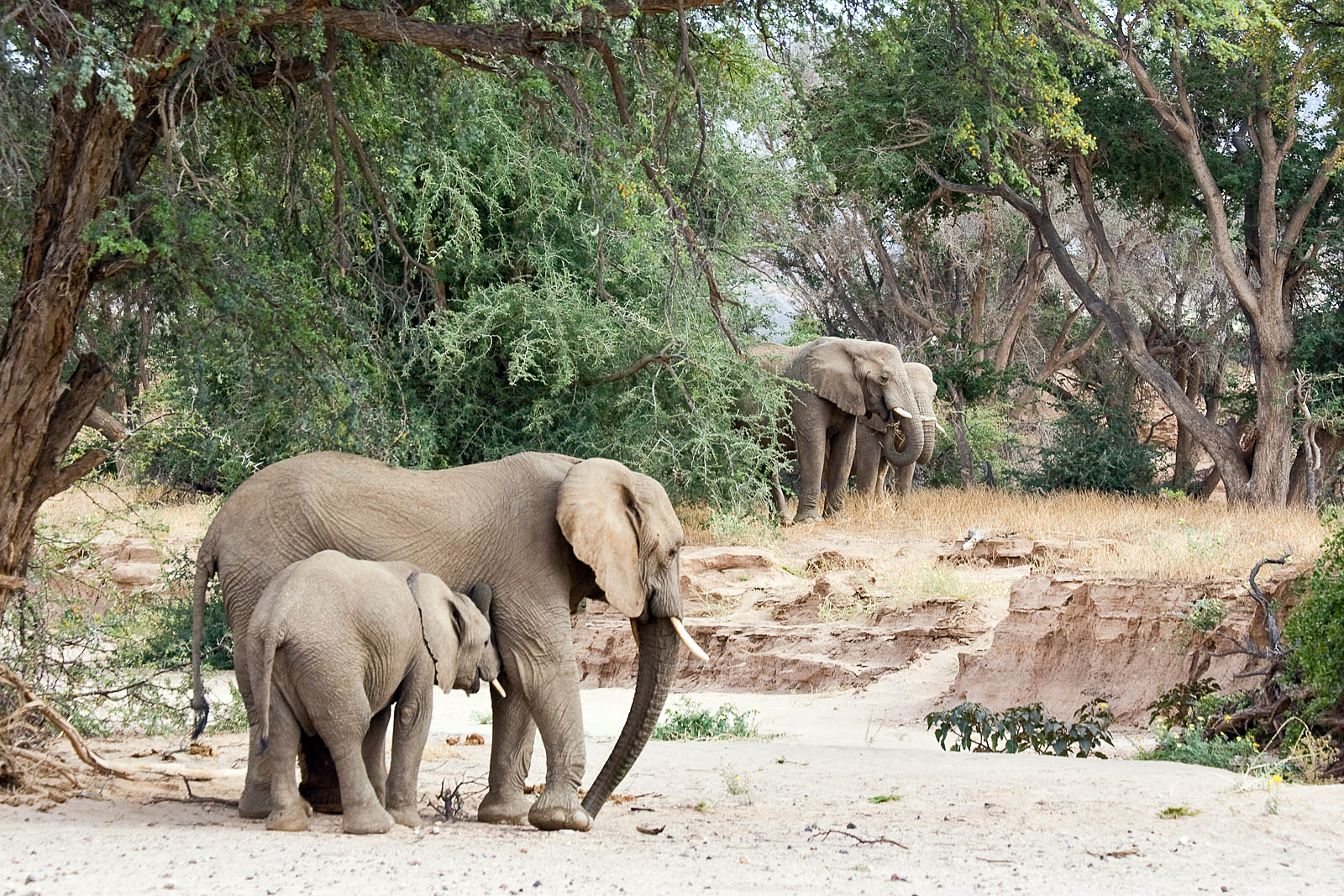
Пустельні слони біля пересохлої річки Гуаб, Намібія

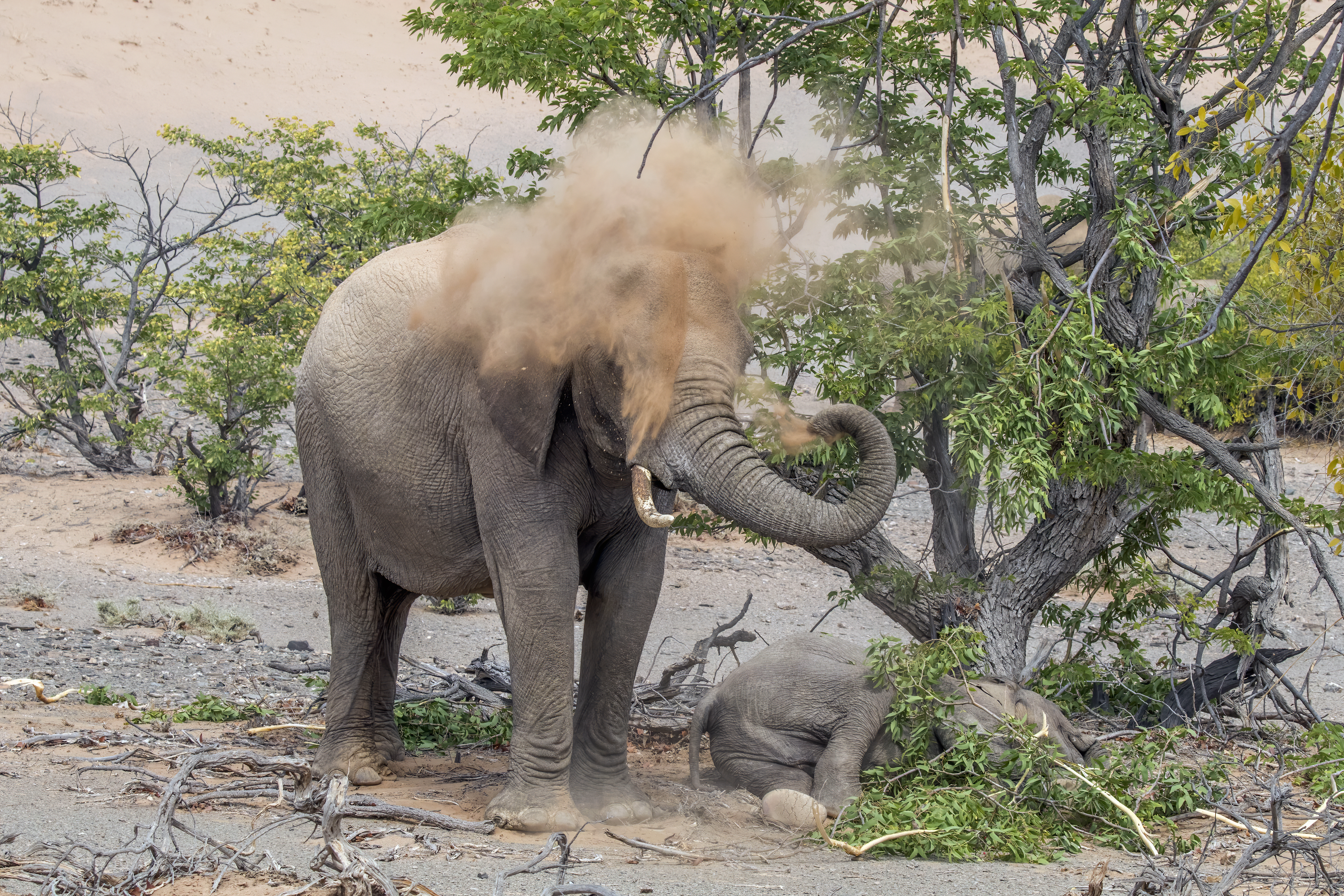
Самиця обливається піском, щоб зберегти прохолоду, стоячи на сторожі свого дитинчати, Дамараленд, Намібія

Пустельні слони або слони, адаптовані до пустелі, не є окремим видом слонів, а є африканськими саванними слонами (Loxodonta africana), які оселилися в пустелях Наміб і Сахара в Африці. Раніше їх класифікували як підвид африканського саванного слона, але це вже не так. Пустельні слони колись були більш поширені в Африці, ніж зараз; наразі вони зустрічаються лише в Намібії та на рівнинах; їхня популяція поширена на площі близько 115 154 квадратних кілометри. Слони традиційно жили в цій місцевості, і на початку 20-го століття в регіоні Кунене їх було близько 3000. До 1980-х років їхня чисельність значно зменшилася, проте з того часу вжито заходів щодо їхнього збереження, і до 2013 року кількість слонів сягнула до 600 особин. У 1995—1996 роках у Намібії були рясні дощі, завдяки чому слони розширили ареал свого проживання на південь, до річки Угаб.
Пустельні слони покинули південну частину регіону Кунене під час війни за незалежність Намібії. Вони рушили на північ заради безпеки, повернувшись до річки Угаб у середині 1990-х років. На той час багато корінних жителів переїхали в цей регіон після здобуття Намібією незалежності. Багато з цих нових мешканців не мали досвіду співжиття з дикими слонами.

У районі річки Гоаніб самці слонів мають бивні, але приблизно третина слоних там не мають бивнів. Дорослі пустельні слони-самці, як правило, ведуть усамітнений спосіб життя і мігрують на значні відстані. Зафіксовано, що один з них подорожував між Національним парком «Берег Скелетів» та Національним парком «Етоша» протягом кількох місяців. Інші самці час від часу переміщуються в цю місцевість з більш зволожених регіонів на схід. Сімейні групи, якими мігрує більшість пустельних слонів, невеликі і зазвичай складаються з самки та її потомства або двох сестер і залежного від них молодняка. Вони, як правило, тримаються біля швидкоплинних річок, де є більше їжі. Деякі групи живуть у долині річки Гоарусіб, одна група постійно мешкає поблизу річки Гоаніб, тоді як інші групи кочують між двома річками, долаючи відстань близько 70 кілометрів. Зазвичай вони пересуваються вночі, коли температура нижче, ніж вдень. У певні періоди року вони рухаються вглиб країни вузькими традиційними стежками до гірських районів у пошуках кущів мирри (Commiphora spp.), які, які, схоже, є для них улюбленим джерелом їжі.

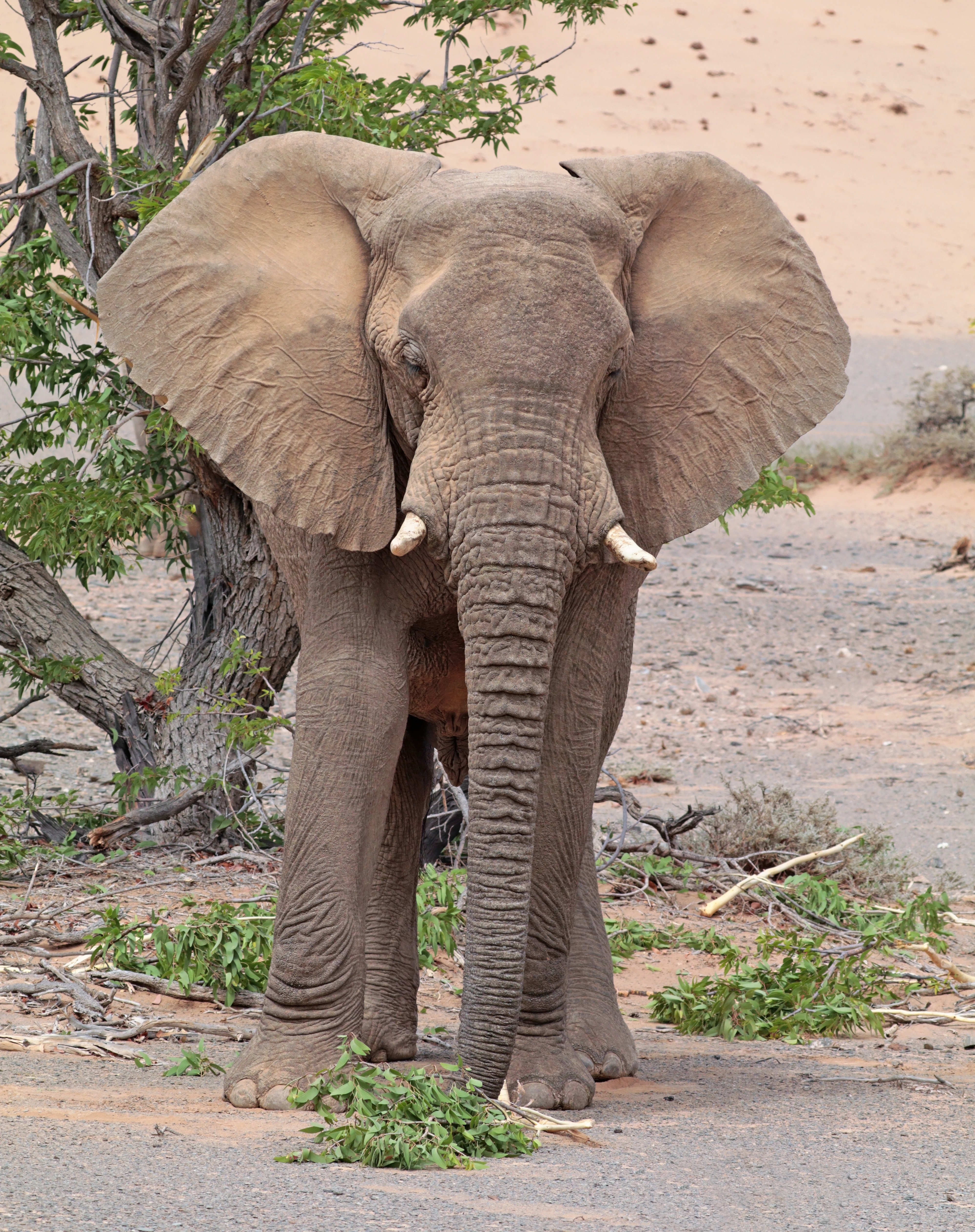
Самець
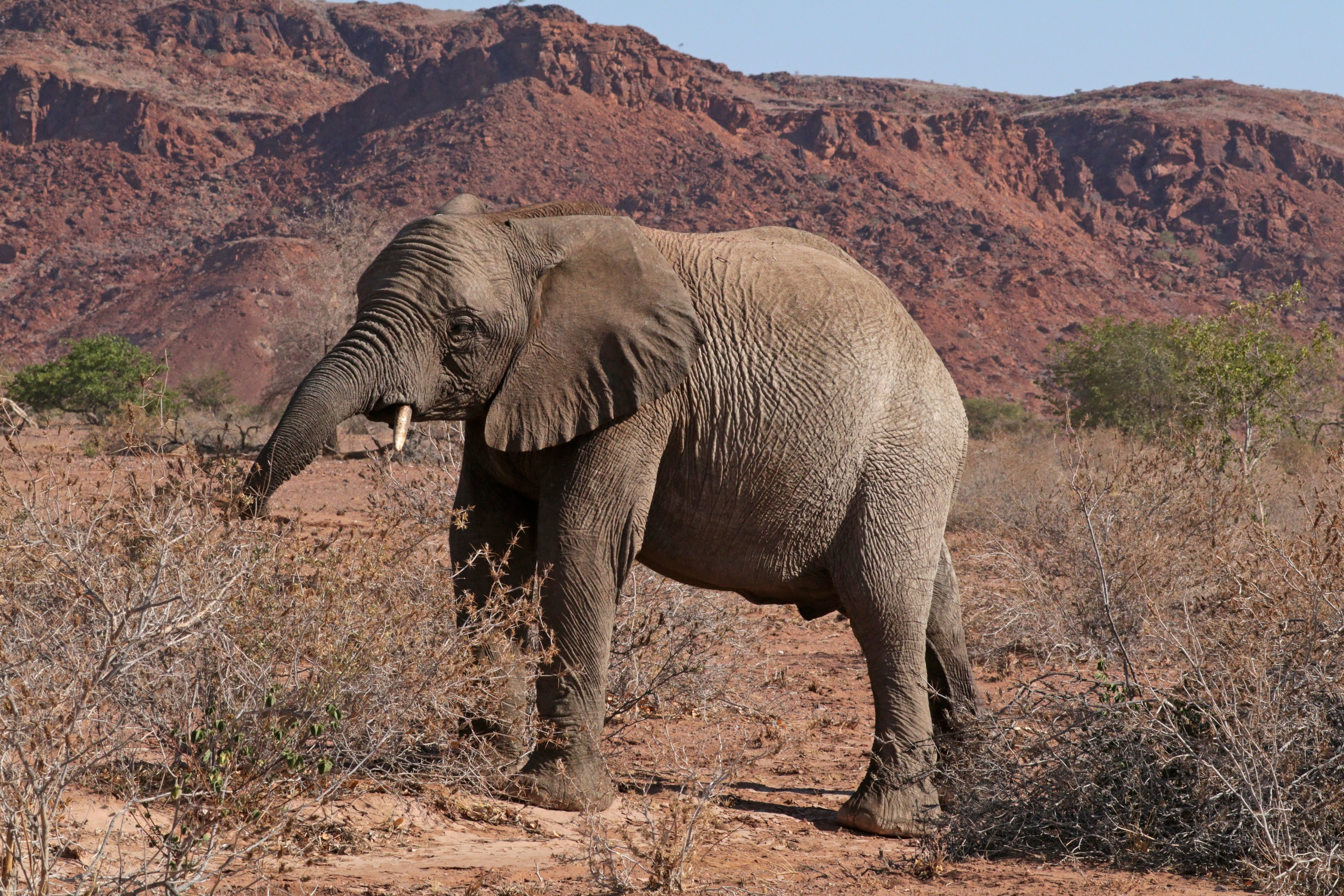
Молода самиця
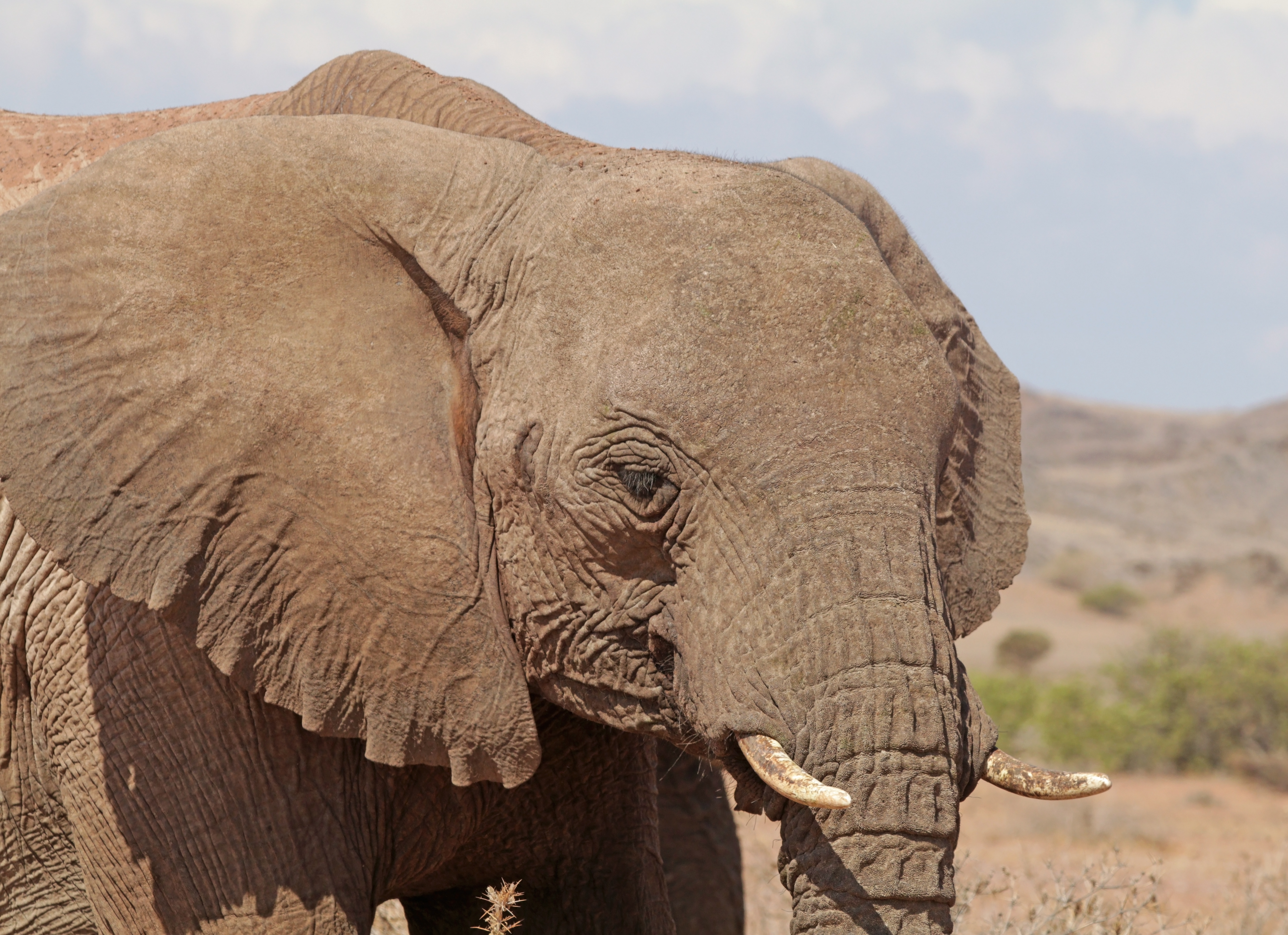
Голова самиці
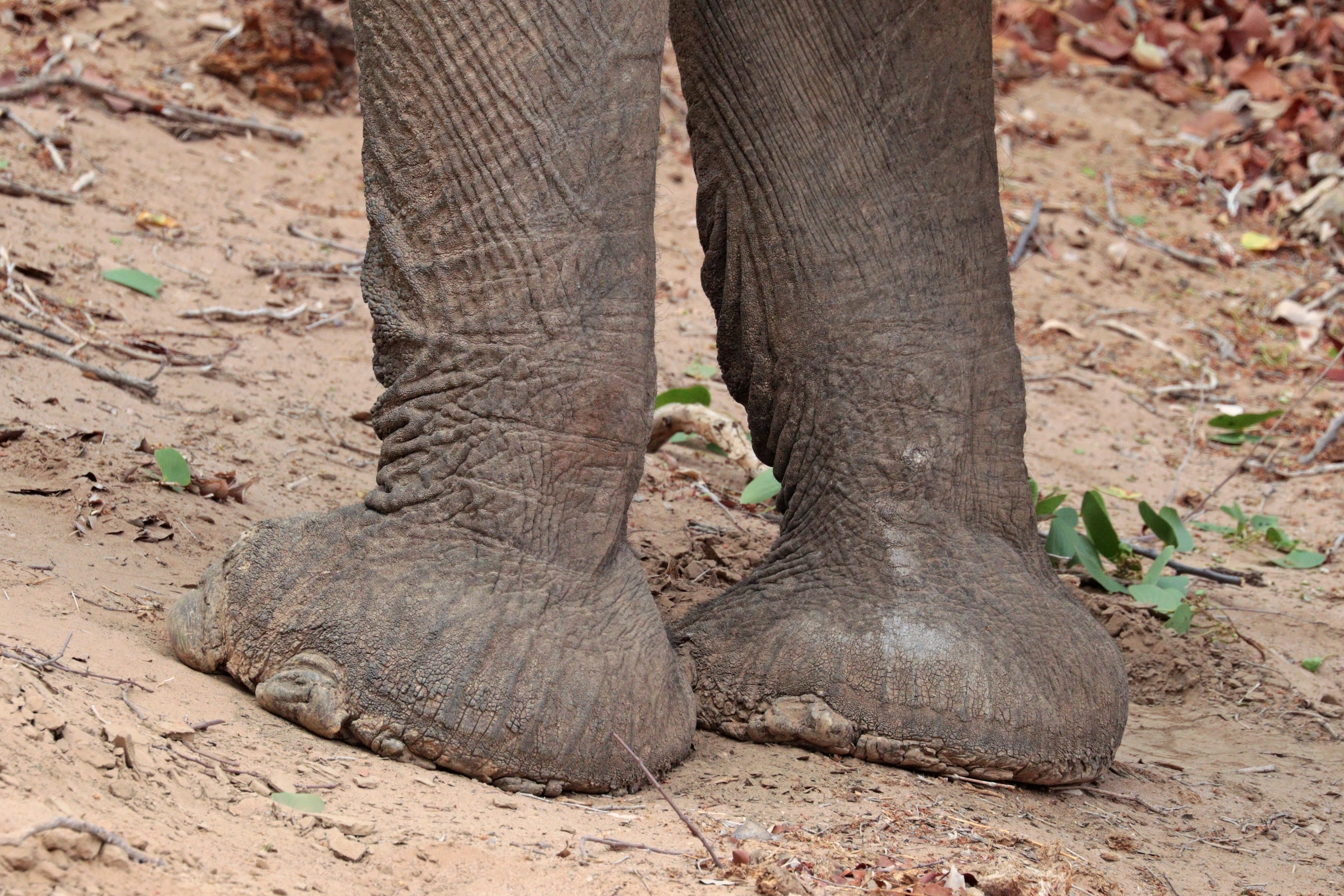
Ноги
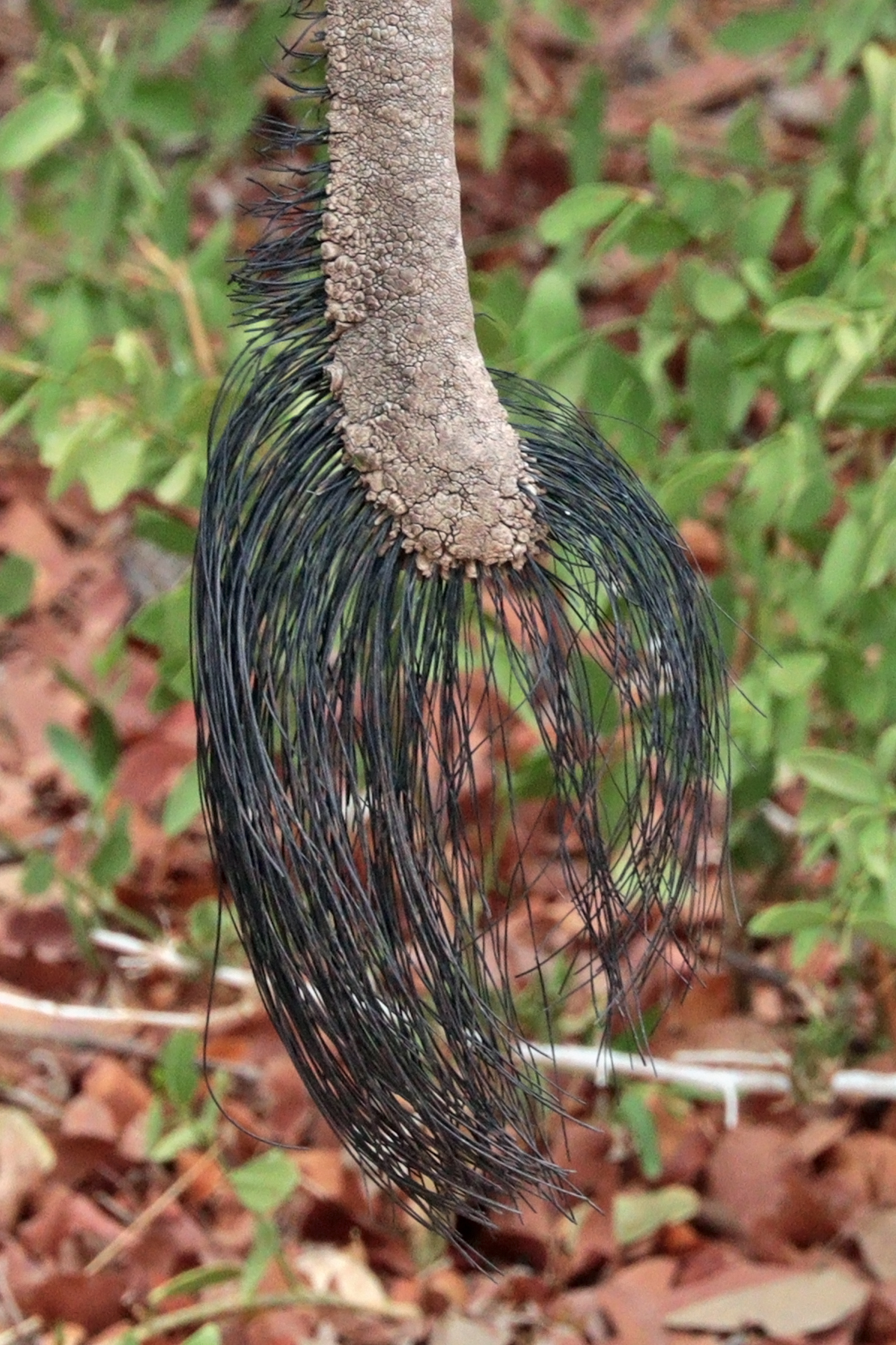
Хвіст

## Пустельні слони в Малі
Наскельні малюнки часів неоліту по всій Сахарі свідчать про те, що слони в той час були широко поширені на більшій частині Північної Африки. Сьогодні вони обмежуються районом Гурма, віддаленим регіоном Малі на південь від петлі, яку робить річка Нігер поблизу Тімбукту. Ці слони є останніми представниками низки груп, які населяли великі території Сахелю, перш ніж їх знищили — здебільшого браконьєри. Малійська популяція, яка, як вважають, налічує близько 400 особин, щороку долає близько 480 кілометрів під час міграції, рухаючись зі швидкістю до 56 кілометрів на день. Слони йдуть маршрутом проти годинникової стрілки, який веде їх повз тимчасові та постійні водопої. Вони залишаються в північних частинах свого ареалу до приходу дощів у червні. Потім вони прямують на південь, ненадовго заходячи в північну частину Буркіна-Фасо, а потім знову повертаються на північ. Вони малопомітні і, як правило, усамітнюються серед акацій вдень, а вночі виходять, щоб попити і поїсти.
WILD Foundation та організація Save the Elephants — природоохоронні благодійні організації, які співпрацюють з урядом Малі з метою збереження цих слонів. Деяким тваринам наділи GPS-нашийники, які дозволяють відстежити їхнє пересування та визначити маршрути міграції, щоб запобігти людському втручанню у життєдіяльність тварин під час створення нових людських поселень. Кочовий народ туарегів, який живе в цьому регіоні зі своїми стадами, толерантно ставиться до слонів. Їхнє ставлення до слонів філософське: вони стверджують, що слони їдять верхівки дерев, верблюди обходять їх з боків, а кози — біля основи. Вони знають, коли слони будуть проходити через їхні села, заходячи до водоймищ, які також використовуються для водопою їхніх стад. У наш час ці люди живуть більш осілим життям, будують хатини, доглядають за садами, висаджують плодові дерева і вирощують кормову траву на берегах водойм. Це означає, що між слонами і людьми зростає конкуренція. У 1997 році була створена місцева ініціатива «Друзі слонів», яка має на меті інформувати мешканців села про очікуваний прихід слонів у їхній район. Це також заохочує їх працювати гідами та отримувати дохід від екотуризму.
Під час тривалої посухи 1983 року уряд Малі підвозив слонам воду вантажівками. У 2008 році дощів знову не було, і наступного року дорослі слони були змушені копати, щоб дістатися до води глибоко під поверхнею, але молодняк не міг дотягнутися до води хоботами і почав гинути. і почав гинути. Благодійні організації робили все можливе, але ослаблений стан тварин ускладнював допомогу.

## Поведінка
Пустельні кочові слони виробили певні адаптації до життя в пустелі і, як правило, мають відносно ширші ступні, довші ноги і менше тіло, ніж інші африканські саванні слони. Вони травоїдні, і їхній раціон змінюється зі зміною сезонів. Вночі вони можуть проходити до 70 кілометрів у пошуках води, чим і пояснюються їхні більші ступні. У вологий сезон вони віддають перевагу пагонам і свіжому зеленому листю, але в сухий сезон виживають на посухостійких рослинах, таких як верблюжа акація(Acacia erioloba), кущі мирри, мопане або скипидарне дерево (Colophospermum mopane), а також на листі і насіннєвих стручках дерева ана (Faidherbia albida). Дорослі слони-самці можуть з'їдати близько 250 кілограмів корму на день та випивати близько 160 літрів води, але при цьому вони можуть обходитися без води до трьох днів поспіль. Вони використовують воду, бруд або пил для купання або покриття шкіри.

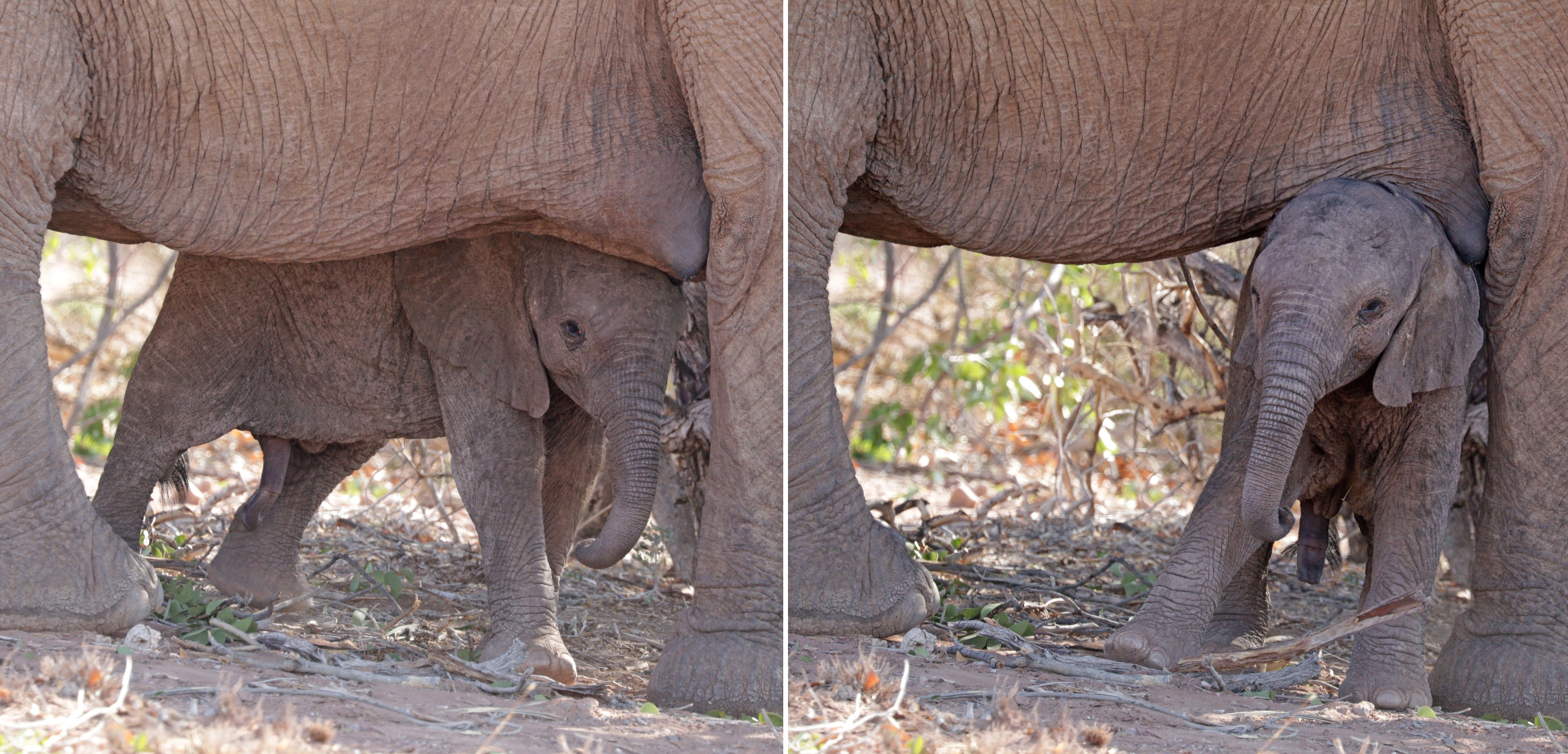
Слоненя чоловічої статі
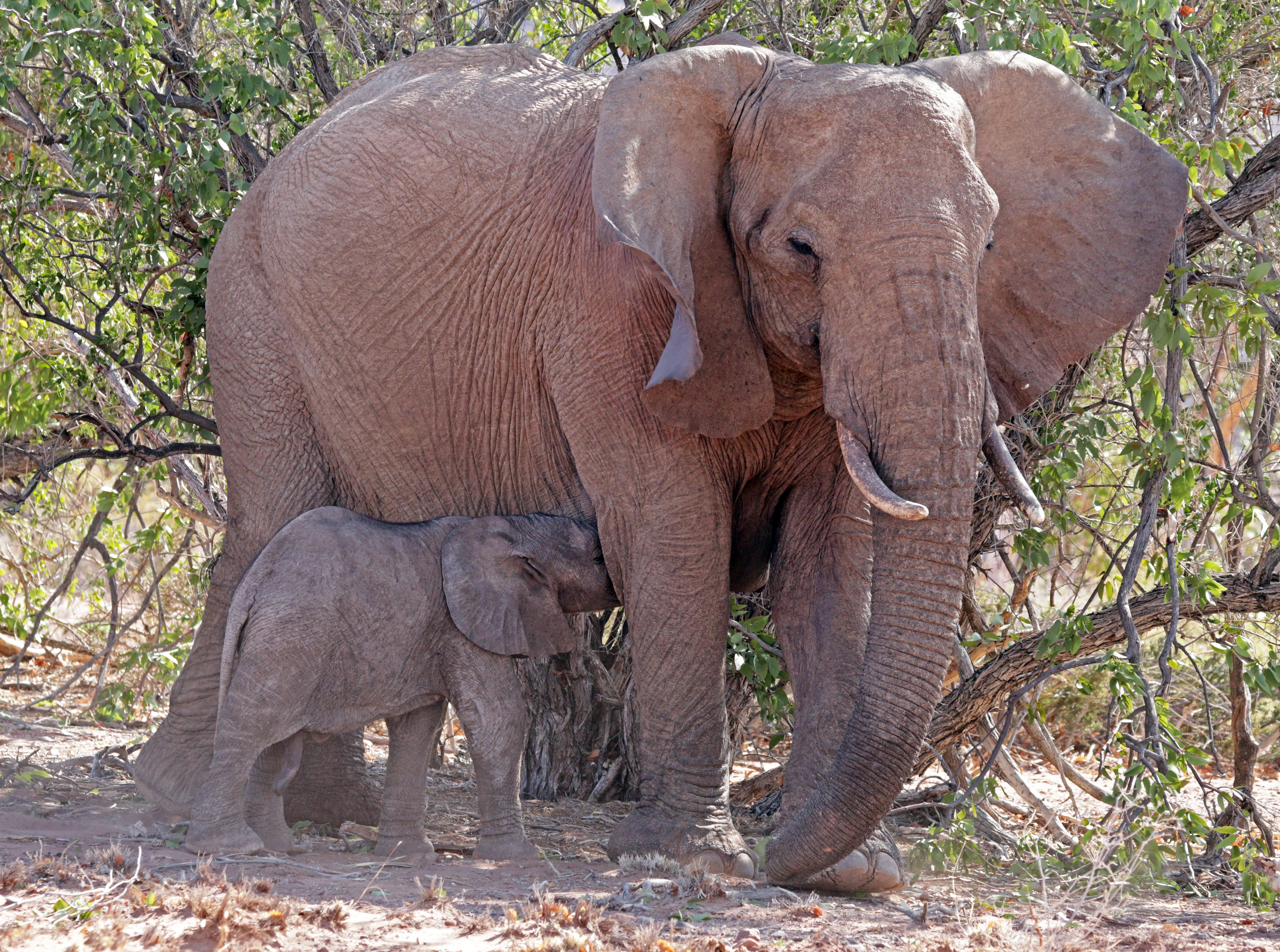
Слоненя смокче молоко
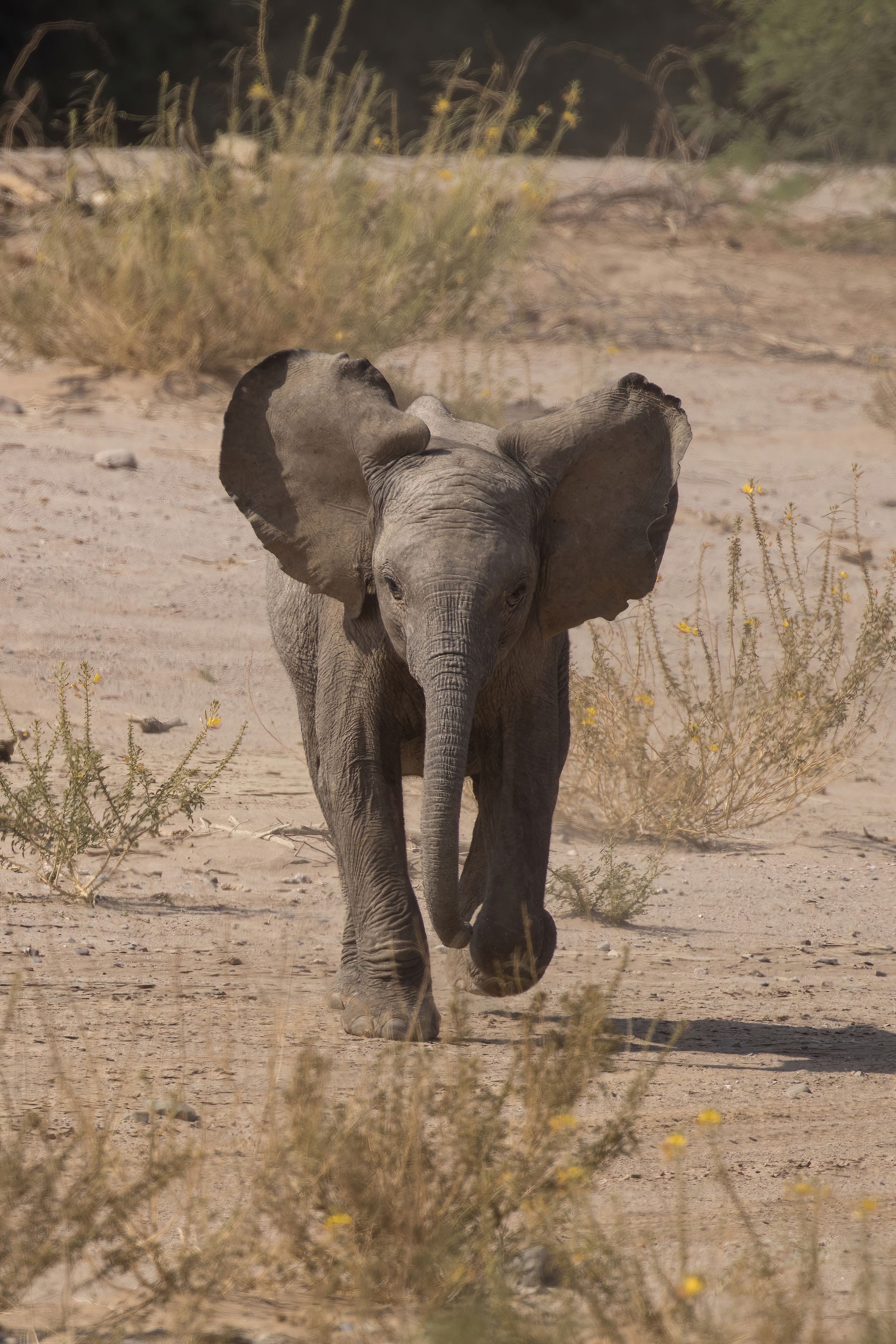
Трирічне слоненя
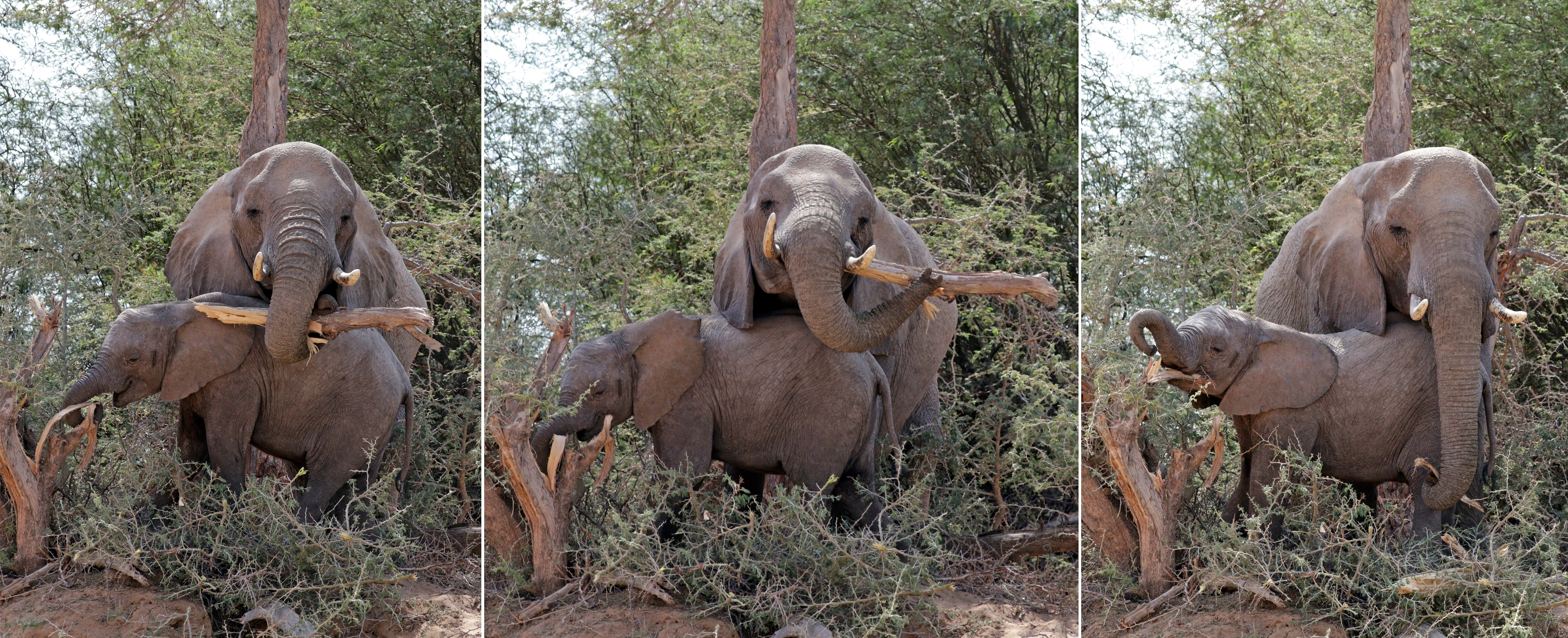
Самиця та молодняк живляться корою